# 대한민국 상법 제40조
대한민국 상법 제40조는 변경, 소멸의 등기에 대한 상법총칙의 조문이다.

## 조문
제40조 (변경, 소멸의 등기) 등기한 사항에 변경이 있거나 그 사항이 소멸한 때에는 당사자는 지체없이 변경 또는 소멸의 등기를 하여야 한다.